# Lijst van afleveringen van A.N.T. Farm
Dit is een lijst van afleveringen van de Walt Disney-serie A.N.T. Farm. Op 6 mei 2011 was er een preview van de eerste aflevering en op 17 juni 2011 was de officiële première van de serie in de Verenigde Staten. In Nederland en Vlaanderen was er een preview op 23 december 2011 te zien en ging de serie officieel van start vanaf 13 januari 2012. Het tweede seizoen starten op 1 juni 2012 in de Verenigde Staten en op 7 december 2012 in Nederland en Vlaanderen. Het derde seizoen wordt in de Verenigde Staten verwacht  voor juni 2013. In Nederland en Vlaanderen start op 8 november 2013 het derde seizoen.

## Overzicht
| Seizoen | Afleveringen | Uitgezonden                                  | Uitgezonden    | Uitgezonden                                           | Uitgezonden    |
| Seizoen | Afleveringen | Seizoen start                                | Seizoen finale | Seizoen start                                         | Seizoen finale |
| ------- | ------------ | -------------------------------------------- | -------------- | ----------------------------------------------------- | -------------- |
| 1       | 25           | 6 mei 2011 (preview) 17 juni 2011 (première) | 13 april 2012  | 23 december 2011 (preview) 13 januari 2012 (première) | 22 juni 2012   |
| 2       | 19           | 1 juni 2012                                  | 26 april 2013  | 7 december 2012                                       | 2013           |
| 3       | 17           | 31 mei 2013                                  | 21 maart 2014  | 8 november 2013                                       | 2 mei 2014     |

## Afleveringen

### Seizoen 1 (2011/2012)
- Stefanie Scott (Lexi Reed) is afwezig voor 3 afleveringen: 8, 9 en 10
- Carlon Jeffery (Cameron Parks) is afwezig voor 6 afleveringen: 6, 12, 15, 22, 23 en 25

| No. in serie | No. in seizoen | Titel                                        | Regie           | Script                            | Uitzenddatum      | Uitzenddatum     | Productiecode |
| ------------ | -------------- | -------------------------------------------- | --------------- | --------------------------------- | ----------------- | ---------------- | ------------- |
| 1            | 1              | transplANTed                                 | Bob Koherr      | Dan Signer                        | 6 mei 2011        | 23 december 2011 | 101           |
| 2            | 2              | participANTs                                 | Bob Koherr      | Jeny Quine                        | 17 juni 2011      | 13 januari 2012  | 102           |
| 3            | 3              | phantom locker                               | Bob Koherr      | Mark Jordan Legan                 | 24 juni 2011      | 20 januari 2012  | 103           |
| 4            | 4              | sciANTs fair                                 | Phill Lewis     | Jeff Hodsden & Tim Pollock        | 1 juli 2011       | 27 januari 2012  | 106           |
| 5            | 5              | studANT council                              | Bob Koherr      | Jeff Hodsden & Tim Pollock        | 8 juli 2011       | 3 februari 2012  | 107           |
| 6            | 6              | bad romANTs                                  | Bob Koherr      | Jeny Quine                        | 15 juli 2011      | 10 februari 2012 | 105           |
| 7            | 7              | the informANT                                | Bob Koherr      | Stephen Engel                     | 29 juli 2011      | 17 februari 2012 | 104           |
| 8            | 8              | replicANT                                    | Adam Weissman   | Dan Signer                        | 12 augustus 2011  | 24 februari 2012 | 108           |
| 9            | 9              | clairvoyANT                                  | Adam Weissman   | Stephen Engel                     | 19 augustus 2011  | 2 maart 2012     | 109           |
| 10           | 10             | managemANT                                   | Mark Cendrowski | Mark Jordan Legan & Jeny Quine    | 26 augustus 2011  | 9 maart 2012     | 110           |
| 11           | 11             | philANThropy                                 | Phill Lewis     | Mark Jordan Legan & Jeny Quine    | 16 september 2011 | 16 maart 2012    | 111           |
| 12           | 12             | fraudulANT                                   | Phill Lewis     | Jeff Hodsden & Tim Pollock        | 23 september 2011 | 23 maart 2012    | 112           |
| 13           | 13             | the replacemANT                              | Phill Lewis     | Mark Jordan Legan                 | 30 september 2011 | 30 maart 2012    | 113           |
| 14           | 14             | mutANT farm                                  | Adam Weissman   | Jeny Quine & Dan Signer           | 7 oktober 2011    | 6 april 2012     | 118           |
| 15           | 15             | cANTonese style cuisine                      | Adam Weissman   | Dan Signer                        | 28 oktober 2011   | 13 april 2012    | 115           |
| 16           | 16             | ignorANTs is bliss                           | Adam Weissman   | Jeff Hodsden & Tim Pollock        | 4 november 2011   | 20 april 2012    | 116           |
| 17           | 17             | slumber paty ANTics                          | Jon Rosenbaum   | Mark jordan Legan                 | 18 november 2011  | 27 april 2012    | 114           |
| 18           | 18             | America Needs talANT (1 uur durende special) | Victor Gonzalez | Jeny Quine & Dan Signer           | 25 november 2011  | 8 juni 2012      | 122-123       |
| 19           | 19             | sANTa's little helpers                       | Jon Rosenbaum   | Niya Palmer                       | 9 december 2011   | 4 mei 2012       | 119           |
| 20           | 20             | you're the one that I wANT                   | Steve Hoefer    | Megan Amram                       | 20 januari 2012   | 11 mei 2012      | 121           |
| 21           | 21             | performANTs                                  | Victor Gonzalez | Dan Signer                        | 27 januari 2012   | 18 mei 2012      | 120           |
| 22           | 22             | some enchANTed evening                       | Adam Weissman   | Stephen Engel                     | 24 februari 2012  | 25 mei 2012      | 117           |
| 23           | 23             | patANT pending                               | Bob Koherr      | Stephen Engel & Mark Jordan Legan | 2 maart 2012      | 1 juni 2012      | 125           |
| 24           | 24             | ballet dANTser                               | Bob Koherr      | Jeff Hodsden & Tim Pollock        | 30 maart 2012     | 15 juni 2012     | 126           |
| 25           | 25             | body of evidANTs                             | Stephen Engel   | Stephen Engel                     | 13 april 2012     | 22 juni 2012     | 124           |

### Seizoen 2 (2012/2013)
Op 30 november 2011 maakte Disney Channel officieel bekend dat A.N.T. Farm wordt vernieuwd met een tweede seizoen. De eerste afleveringen in de Verenigde Staten wordt verwacht voor juni 2012.
- Zendaya speelt in de eerste aflevering (creative consultANT) een gastrol als Sequoia Jones.
- Vanessa Morgan speelt in vier afleveringen (3, 4, 5 en 6) een gastrol als Jeanne/ Vanessa LaFontaine.
- Billy Unger speelt in de zevende aflevering (endurANTs) een gastrol als Neville.
- R2-D2 en C-3PO spelen in de vijftiende aflevering (scavANTger hunt) een gastrol.
- Vernee Watson-Johnson speelt in de zeventiende aflevering (early retiremANT) een gastrol als oma Gladys Parks.
- Carlon Jeffery (Cameron Parks) is afwezig voor 2 afleveringen: 7 en 13.

| No. in serie | No. in seizoen | Titel                | Regie                 | Script                            | Uitzenddatum      | Uitzenddatum     | Productiecode |
| ------------ | -------------- | -------------------- | --------------------- | --------------------------------- | ----------------- | ---------------- | ------------- |
| 26           | 1              | creative consultANT  | Richard Correll       | Jeny Quine & Dan Signer           | 1 juni 2012       | 7 december 2012  | 207           |
| 27           | 2              | infANT               | Adam Weissman         | Jeny Quine & Dan Signer           | 1 juni 2012       | 14 december 2012 | 201           |
| 28           | 3              | fANTasy girl         | Adam Weissman         | Jeff Hodsden & Tim Pollock        | 8 juni 2012       | 21 december 2012 | 202           |
| 29           | 4              | modeling assignmANT  | Sean McNamara         | Stephen Engel & Mark Jordan Legan | 22 juni 2012      | 28 december 2012 | 205           |
| 30           | 5              | ANTswers             | Sean McNamara         | Jeny Quine & Dan Signer           | 29 juni 2012      | 4 januari 2013   | 206           |
| 31           | 6              | the ANTagonist       | Victor Gonzalez       | Jeff Hodsden & Tim Pollock        | 6 juli 2012       | 11 januari 2013  | 208           |
| 32           | 7              | endurANTs            | Victor Gonzalez       | Jeny Quine & Dan Signer           | 13 juli 2012      |                  | 209           |
| 33           | 8              | amusemANT park       | Victor Gonzalez       | Stephen Engel & Mark Jordan Legan | 20 juli 2012      | 18 januari 2013  | 211           |
| 34           | 9              | contestANTs          | Victor Gonzalez       | Jeny Quine & Dan Signer           | 10 augustus 2012  | 25 januari 2013  | 212           |
| 35           | 10             | confinemANT          | Victor Gonzalez       | Jeff Hodsden & Tim Pollock        | 24 augustus 2012  | 1 februari 2013  | 213           |
| 36           | 11             | intelligANT          | Richard Correll       | Stephen Engel & Mark Jordan Legan | 7 september 2012  | 8 februari 2013  | 214           |
| 37           | 12             | significANT other    | Richard Correll       | Stephen Engel & Mark Jordan Legan | 11 september 2012 | 15 februari 2013 | 215           |
| 38           | 13             | mutANT farm 2        | Richard Correll       | Stephen Engel & Mark Jordan Legan | 5 oktober 2012    | 22 februari 2013 | 210           |
| 39           | 14             | detective agANTcy    | Leonard R. Garner, Jr | Stephen Engel & Mark Jordan Legan | 26 oktober 2012   | 1 maart 2013     | 204           |
| 40           | 15             | scavANTger hunt      | Richard Correll       | Stephen Engel & Mark Jordan Legan | 2 november 2012   | 8 maart 2013     | 203           |
| 41           | 16             | chANTs of a lifetime | Richard Correll       | Jeny Quine & Dan Signer           | 23 november 2012  |                  | 219-220       |
| 42           | 17             | early retiremANT     | Richard Correll       | Jeff Hodsden & Tim Pollock        | 11 januari 2013   | 15 maart 2013    |               |
| 43           | 18             | influANTces          | Adam Weissman         | Vincent Brown                     | 1 februari 2013   |                  |               |
| 44           | 19             | idANTy crisis        | Stephen Engel         | Jeff Hodsden & Tim Pollock        | 5 april 2013      |                  |               |
| 45           | 20             | restaurANTeur        | Victor Gonzalez       | Kat Lombard & Amanda Steinhoff    | 29 maart 2013     |                  |               |

### Seizoen 3 (2013)
Op 2 oktober 2012 maakte Disney Channel officieel bekend dat A.N.T. Farm wordt vernieuwd met een derde seizoen. De opnames starten in december 2012 en de eerste aflevering wordt in de Verenigde Staten verwacht in juni 2013. In Nederland en Vlaanderen start seizoen 3 op 8 november 2013.
| No. in serie | No. in seizoen | Titel                     | Regie            | Script                            | Uitzenddatum      | Uitzenddatum     | Productiecode |
| ------------ | -------------- | ------------------------- | ---------------- | --------------------------------- | ----------------- | ---------------- | ------------- |
| 46           | 1              | trANTsferred              | Richard Correll  | Dan Signer                        | 31 mei 2013       | 8 november 2013  | 301-302       |
| 47           | 2              | inpedANTs                 | Richard Correll  | Stephen Engel                     | 7 juni 2013       | 15 november 2013 | 303           |
| 48           | 3              | animal husbANTry          | Richard Correll  | Vincent Brown                     | 28 juni 2013      | 8 december 2013  | 306           |
| 49           | 4              | secret agANT              | Adam Weissman    | Jeff Hodsden & Tim Pollock        | 12 juli 2013      | 6 december 2013  | 304           |
| 50           | 5              | past, presANT, and future | Richard Correll  | Jeny Quine                        | 26 juli 2013      | 13 december 2013 | 307           |
| 51           | 6              | angus' first movemANT     | Adam Weissman    | Mark Jordan Legan                 | 2 augustus 2013   |                  | 305           |
| 52           | 7              | unforeseen circumstANTs   | Rich Correll     | Stephen Engel                     | 9 augustus 2013   |                  | 308           |
| 53           | 8              | pANTs on fire             | Rich Correll     | Vincent Brown                     | 23 augustus 2013  |                  | 312           |
| 54           | 9              | product misplacemANT      | Adam Weissman    | Jeny Quine                        | 20 september 2013 |                  |               |
| 55           | 10             | uncanny resemblANTs       | Jon Rosenbaum    | Cindy Fang                        | 27 september 2013 |                  | 315           |
| 56           | 11             | mutANT farm 3             | Rich Correll     | Tim Pollock & Jeff Hodsden        | 4 oktober 2013    |                  |               |
| 57           | 12             | feature presANTation      | Adam Weissman    | Amanda Steinhoff & Kat Lombard    | 18 oktober 2013   |                  |               |
| 58           | 13             | finANTial crisis          | Eric Dean Seaton | Jeff Hodsden & Tim Pollock        | 15 november 2013  |                  |               |
| 59           | 14             | silANT Night              | Adam Weissman    | Mark Jordan Legan                 | 6 december 2013   |                  |               |
| 60           | 15             | unwANTed                  | Jon Rosenbaum    | Stephen Engel & Mark Jordan Legan | 24 januari 2014   |                  |               |
| 61           | 16             | meANT to be?              | Phill Lewis      | Jeny Quine & Vincent Brown        | 28 februari 2014  |                  |               |
| 62           | 17             | the new york experiANTs   |                  |                                   | 21 maart 2014     | 2 mei 2014       |               |